# 今日までそして明日から (曽我部清典のアルバム)
『今日までそして明日から』（きょうまでそしてあすから）は、現代音楽家でトランペット奏者である曽我部清典によるファーストアルバム。

## 解説
現代音楽の第一人者でスライド付きトランペット「Zephyros」（ゼフュロス）の開発者としても知られる、曽我部の最初のCDアルバム。
近藤譲による『冬の間に』は、1995年12月に作曲され、「現代形の音楽 95’」において曽我部、佐藤まどか、加藤昌則らによって初演された。この曲は曽我部の「トランペットのための新しい室内楽曲を」という要望に応じて近藤によって書かれたものである。
伊左治直の『ファンファーリア』は、密室音響劇『血の婚礼』（原作:スペインの詩人フェデリコ・ガルシーア・ロルカ の戯曲）の一部として作曲されたもので、1996年1月に初演された。伊佐治は、トランペットのソロとその他の3人による伴奏者というように演奏者に明確に役割が割り当てられているが、ソロは歪んで引伸ばされた形により旋律を「紡ぐ」というより、「流す」という感覚を持っていると考えており、伴奏は曲の最後を除き不確定となっている。
西村朗による『ヘイロウス（光輪）』は、15世紀半ばにオスマン帝国のイスラム教徒により半身を剥ぎ取られ、光輪を削られたキリストや聖母マリア、天使ガブリエルなどの聖像画の前に立ち、西村がある種の感慨を覚えたことがきっかけで書かれた曲である。曲中でトランペットが奏するのはビザンツ聖歌の一つである『恵み深いあなたの霊によって主よ、私を導き給え、ハレルヤ』（キノニコン）である。聖歌の元の旋律は大きなカロフォニー的な大胆な変形が施され、異音や休止によって寸断される。聖歌に対し、ピアノは響きの光輪を奏するが、そこでも「光輪」はひどく傷付けられる。
武満徹の『径』は、ルトスワフスキの死を悼み、書かれたファンファーレである。「単純な旋律的動機が庭園の小径のように、風景の微妙な変化の中を進んでいく」と曽我部自身のコメントが寄せられているが、ルトスワフスキ自身は「私たち作曲家はもっと旋律のことを真剣に考えるべきであり、新しい旋律を生むための努力を惜しむべきでない」と曽我部に述べている。また、晩年の武満は伝統的回遊式日本庭園の発想、様式を取り入れた「ドリーム･ウィンド」、「アーク」、「ファンタズマ･カントス」などの作品が多く散見されるが、日本独自の時間と空間に対する概念を作中に読み取れると曽我部自身は語っている。

## 収録曲
1. 光（10'41） 
  - 作曲:佐藤聡明

中川俊郎（ピアノ）
2. ディストラクションIV～トランペットとピアノのために～（9'48） 
  - 作曲:松尾祐孝

中川俊郎（ピアノ）
3. 冬の間に（6'38）
  - 作曲:近藤譲

中川俊郎（ピアノ）、野口千代光（ヴァイオリン）
4. ファンファーリア（6'25）
  - 作曲:伊左治直

中川俊郎（ピアノ）
5. ヘイロウス（光輪）（12'18）
  - 作曲:西村朗

中川俊郎（ピアノ）
6. 唇，舌，歯，喉のためのエチュード～トランペット奏者とキーボード奏者の為の（20'12）
  - 作曲:中川俊郎

中川俊郎（ピアノ）
7. 径（5'29）
  - 作曲:武満徹

中川俊郎（ピアノ）